# Santa Mariana
Santa Mariana is een gemeente in de Braziliaanse deelstaat Paraná. De gemeente telt 12.437 inwoners (schatting 2010).

## Aangrenzende gemeenten
De gemeente grenst aan Bandeirantes, Cornélio Procópio, Itambaracá, Leópolis, Cândido Mota (SP) en Florínea (SP).